# Касл-Рок (Колорадо)
Касл-Рок (англ. Castle Rock) — місто (англ. town) в США, в окрузі Дуглас штату Колорадо. Населення — 73 158 осіб (2020).

## Географія
Касл-Рок розташований за координатами 39°22′34″ пн. ш. 104°51′12″ зх. д. / 39.37611° пн. ш. 104.85333° зх. д. (39.376073, -104.853442).  За даними Бюро перепису населення США в 2010 році місто мало площу 87,51 км², уся площа — суходіл.

### Клімат
| Клімат : Касл-Рок                                      | Клімат : Касл-Рок | Клімат : Касл-Рок | Клімат : Касл-Рок | Клімат : Касл-Рок | Клімат : Касл-Рок | Клімат : Касл-Рок | Клімат : Касл-Рок | Клімат : Касл-Рок | Клімат : Касл-Рок | Клімат : Касл-Рок | Клімат : Касл-Рок | Клімат : Касл-Рок | Клімат : Касл-Рок |
| Показник                                               | Січ.              | Лют.              | Бер.              | Квіт.             | Трав.             | Черв.             | Лип.              | Серп.             | Вер.              | Жовт.             | Лист.             | Груд.             | Рік               |
| Абсолютний максимум, °C                                | 22,8              | 23,9              | 26,7              | 32,8              | 34,4              | 36,7              | 37,2              | 36,7              | 34,4              | 32,8              | 25,6              | 21,7              | 37,2              |
| Середній максимум, °C                                  | 7,5               | 8,0               | 11,4              | 15,1              | 20,6              | 26,1              | 29,6              | 28,2              | 24,2              | 18,1              | 11,8              | 7,1               | 17,3              |
| Середня температура, °C                                | −0,2              | 0,6               | 4,1               | 7,8               | 13,1              | 18,1              | 21,3              | 20,3              | 15,9              | 9,8               | 3,9               | −0,4              | 9,6               |
| Середній мінімум, °C                                   | −7,9              | −6,8              | −3,2              | 0,4               | 5,6               | 10,2              | 13,2              | 12,4              | 7,7               | 1,4               | −3,9              | −8                | 1,8               |
| Абсолютний мінімум, °C                                 | −37,2             | −33,9             | −25,6             | −21,7             | −7,8              | −2,2              | 3,9               | 1,7               | −9,4              | −19,4             | −27,8             | −32,2             | −37,2             |
| Норма опадів, мм                                       | 16                | 17                | 46                | 56                | 55                | 52                | 62                | 69                | 31                | 28                | 25                | 19                | 476               |
| Днів з опадами                                         | 3,5               | 3,8               | 5,3               | 5,7               | 7,9               | 7,6               | 7,4               | 9,4               | 5,8               | 3,8               | 3,8               | 3,9               | 67,8              |
| Днів зі снігом                                         | 3,1               | 3,5               | 3,9               | 3,1               | 0,4               | 0                 | 0                 | 0                 | 0,3               | 1,1               | 2,9               | 3,7               | 21,9              |
| ------------------------------------------------------ | ----------------- | ----------------- | ----------------- | ----------------- | ----------------- | ----------------- | ----------------- | ----------------- | ----------------- | ----------------- | ----------------- | ----------------- | ----------------- |
| Джерело: National Weather Service; The Weather Channel |                   |                   |                   |                   |                   |                   |                   |                   |                   |                   |                   |                   |                   |

## Демографія
Згідно з переписом 2010 року, у місті мешкала 48 231 особа в 16 688 домогосподарствах у складі 12 974 родин. Густота населення становила 551 особа/км².  Було 17626 помешкань (201/км²).
Расовий склад населення:
| - 90,7 % — білих - 1,7 % — азіатів - 1,1 % — чорних або афроамериканців - 0,6 % — корінних американців - 0,1 % — вихідців з тихоокеанських островів - 2,9 % — осіб інших рас |

До двох чи більше рас належало 2,8 %. Частка іспаномовних становила 10,0 % від усіх жителів.
За віковим діапазоном населення розподілялося таким чином: 32,4 % — особи молодші 18 років, 61,4 % — особи у віці 18—64 років, 6,2 % — особи у віці 65 років та старші. Медіана віку мешканця становила 33,8 року. На 100 осіб жіночої статі у місті припадало 98,4 чоловіків;  на 100 жінок у віці від 18 років та старших — 95,5 чоловіків також старших 18 років.
Середній дохід на одне домашнє господарство  становив 105 233 долари США (медіана — 88 294), а середній дохід на одну сім'ю — 117 003 долари (медіана — 101 310). Медіана доходів становила 73 580 доларів для чоловіків та 50 941 долар для жінок. За межею бідності перебувало 5,2 % осіб, у тому числі 5,8 % дітей у віці до 18 років та 3,7 % осіб у віці 65 років та старших.
Цивільне працевлаштоване населення становило 27 452 особи. Основні галузі зайнятості: освіта, охорона здоров'я та соціальна допомога — 18,0 %, науковці, спеціалісти, менеджери — 13,3 %, роздрібна торгівля — 11,4 %, фінанси, страхування та нерухомість — 10,3 %.